# Haplocarpha scaposa
Haplocarpha scaposa là một loài thực vật có hoa trong họ Cúc. Loài này được Harv. mô tả khoa học đầu tiên năm 1865.